# NGC 2313
NGC 2313 est une nébuleuse en émission située dans la constellation de la Licorne. NGC 2313 a été découvert par l'astronome prussien Heinrich d'Arrest en 1862.
Les bases de données Simbad et NASA/IPAC identifient l'étoile variable V565 Mon comme étant NGC 2313. L'image fournie par Aladin montre pourtant un nuage nébuleux à la position indiquée par ces deux bases de données. L'article italien associe NGC 2313 à des complexes moléculaires situés dans la constellation de la Licorne et l'image présentée n'est pas la même que sur Aladin, même si les coordonnées indiquées sont les mêmes. Il y a sûrement une erreur d'interprétation dans cet article.